# La Puebla de Montalbán
La Puebla de Montalbán é um município da Espanha na província de Toledo, comunidade autónoma de Castela-Mancha. Tem 141,16 km² de área e em 2021 tinha 7 841 habitantes (densidade: 55,5 hab./km²).

## Toponímia
Alguns autores são de opinião que a Aebura a Libora referida nas fontes eram nesta cidade.

## Demografia
| Variação demográfica do município entre 1991 e 2004[carece de fontes?] | Variação demográfica do município entre 1991 e 2004[carece de fontes?] | Variação demográfica do município entre 1991 e 2004[carece de fontes?] | Variação demográfica do município entre 1991 e 2004[carece de fontes?] |
| ---------------------------------------------------------------------- | ---------------------------------------------------------------------- | ---------------------------------------------------------------------- | ---------------------------------------------------------------------- |
| 1991                                                                   | 1996                                                                   | 2001                                                                   | 2004                                                                   |
| 6218                                                                   | 6969                                                                   | 7131                                                                   | 7604                                                                   |